# 218 a.C.
Il 218 a.C. (CCXVIII a.C. in numeri romani) è un anno  del III secolo a.C.

## Eventi
- I Romani conquistano Malta.
- Seconda guerra punica - Inizio. Finisce nel 201 a.C.
  - Annibale valica le Alpi ed invade l'Italia
  - novembre, Annibale sconfigge i Romani guidati da Publio Cornelio Scipione il vecchio nella Battaglia del Ticino.
  - I Romani, guidati dai consoli Tiberio Sempronio Longo e Publio Cornelio Scipione sono sconfitti nella Battaglia della Trebbia.
  - I Romani sconfiggono la popolazione ibera degli Indigeti in Catalogna.
- Lex Claudia: viene vietato ai senatori il commercio marittimo.
- I Romani fondano le due colonie gemelle di Piacenza (Placentia) e Cremona, rispettivamente sulla sponda destra e sinistra del fiume Po, per contrastare l'avanzata di Annibale, durante la seconda guerra punica. Inizia così la conquista dell'area Cispadana e Transpadana, fino ad allora governate da popoli Liguri, Celtici ed Etrusco-Padani.
  - Deduzione della colonia di Cremona.

## Nati
- Seleuco IV, sovrano († 175 a.C.)